# THQ
THQ Inc. (Toy Headquarters) – amerykański wydawca gier komputerowych istniejący w latach 1989–2012. Spółka wydawała produkty przeznaczone na konsole (także przenośne), telefony komórkowe oraz komputery osobiste. Tytuły stworzone przez THQ należą do różnych gatunków, wliczając gry akcji, przygodowe, wyścigowe, bijatyki, FPS-y, puzzle, RPG-i, symulacyjne, sportowe i strategiczne. THQ był wydawcą serii gier akcji Full Spectrum Warrior (Full Spectrum Warrior i Full Spectrum Warrior: Ten Hammers).
Wydawca był odpowiedzialny też za takie gry jak Saints Row, Stuntman, Frontlines: Fuel of War, Red Faction, MX vs. ATV, Juiced, Company of Heroes i inne.
20 grudnia 2012 roku przedsiębiorstwo ogłosiło upadłość, zaś Clearlake Capital Group było zainteresowane kupnem całego dorobku THQ. W styczniu 2013 roku ogłoszono, że Sega przejęła studio Relic Entertainment oraz gry komputerowe z serii Company of Heroes i Warhammer 40,000, Koch Media – studio Volition oraz serię Saints Row i grę Metro: Last Light, Crytek – grę Homefront 2, Ubisoft – THQ Montreal i grę South Park: Kijek Prawdy. W kwietniu 2013 roku poinformowano o przejęciu serii Homeworld przez Gearbox Software, a przez Nordic Games m.in. serii MX vs. ATV, Destroy All Humans!, Summoner, Marvel Super Hero Squad, Supreme Commander, Full Spectrum Warrior, Juiced, Red Faction i Darksiders. Seria gier sygnowanych marką WWE została przejęta przez 2K Sports.